# Rhacophorus rufipes
Rhacophorus rufipes är en groddjursart som beskrevs av Robert F. Inger 1966. Rhacophorus rufipes ingår i släktet Rhacophorus och familjen trädgrodor. IUCN kategoriserar arten globalt som nära hotad. Inga underarter finns listade i Catalogue of Life.